# Aldeota

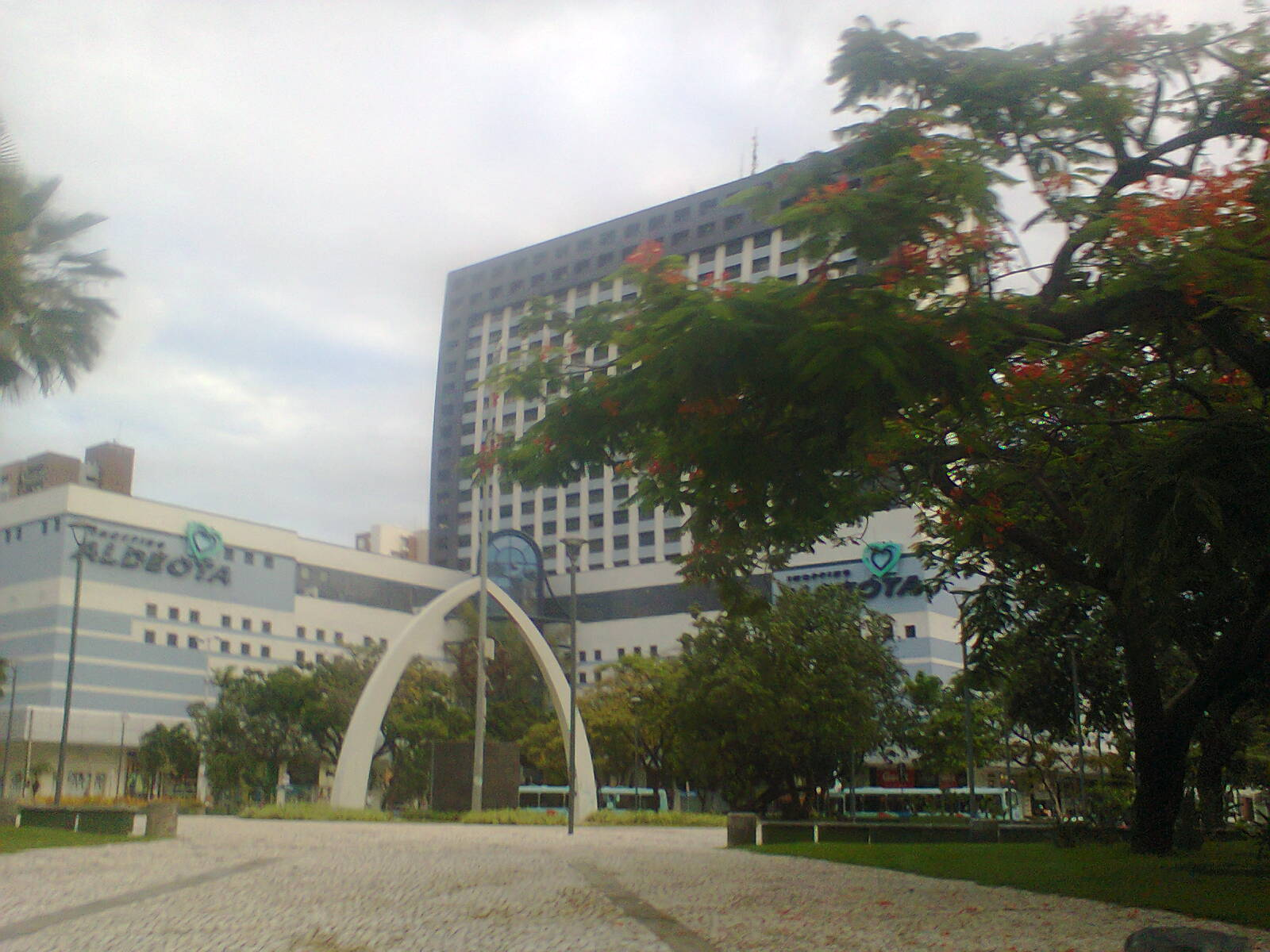
Praça Portugal ao fundo North Shopping Aldeota

Aldeota é um bairro nobre da Zona Central do município de Fortaleza, Ceará. Algumas de suas tradicionais avenidas são as avenidas Dom Luís, Desembargador Moreira, Senador Virgílio Távora, Santos Dumont e a rua Afonso Celso. É na região da Aldeota onde fica a fonte do Riacho Pajeú.
O topônimo "aldeota" faz referência a aglomeração de índios que saíram das margens no Rio Ceará para a região da fonte do Riacho Pajeú.
O Colégio Militar de Fortaleza é um dos marcos do surgimento da ocupação do bairro, mas que atualmente não está em seu território. Possui grandes e arborizadas avenidas em que se encontram várias sedes de importantes empresas imobiliárias, escritórios de serviços diversos, hospitais, clínicas médicas e odontológicas, centros comerciais e shopping centers, sendo a mais importante a Avenida Santos Dumont. Os principais shoppings do bairro são o Shopping Del Paseo, Shopping Aldeota, Shopping Pátio Dom Luis, Shopping Avenida e o shopping a céu aberto Jardins Open Mall.